# Distrikt Andarapa
Der Distrikt Andarapa liegt in der Provinz Andahuaylas in der Region Apurímac in Südzentral-Peru. Der Distrikt wurde am 14. März 1941 gegründet. Er hat eine Fläche von 186 km². Beim Zensus 2017 wurden 5757 Einwohner gezählt. Im Jahr 1993 lag die Einwohnerzahl bei 7556, im Jahr 2007 bei 6441. Die Distriktverwaltung befindet sich in der 2935 m hoch gelegenen Ortschaft Andarapa mit 503 Einwohnern (Stand 2017). Andarapa liegt knapp 15 km nordnordöstlich der Provinzhauptstadt Andahuaylas. 

## Geographische Lage
Der Distrikt Andarapa liegt im Andenhochland im äußersten Norden der Provinz Andahuaylas. Entlang der nordwestlichen Distriktgrenze fließt der Río Chumbao nach Norden zum Río Pampas, der wiederum  entlang der nördlichen Distriktgrenze nach Osten strömt.
Der Distrikt Andarapa grenzt im Südwesten an den Distrikt Talavera, im Nordwesten an den Distrikt Ocobamba (Provinz Chincheros), im Norden an den Distrikt Oronccoy (Provinz La Mar), im Osten an den Distrikt Kaquiabamba sowie im Süden an den Distrikt Pacucha. 